# Giorgia Bronzini
Giorgia Bronzini (* 3. August 1983 in Piacenza) ist eine ehemalige italienische Radrennfahrerin und dreifache Weltmeisterin. Sie war auf Bahn und Straße aktiv und die erfolgreichste Radsportlerin ihres Landes ab Beginn der 2000er Jahre. Nach Ende ihrer Karriere als Aktive wurde sie Sportliche Leiterin.

## Sportliche Laufbahn
2001 wurde Bronzini Junioren-Weltmeisterin im Punktefahren in Trexlertown und im selben Jahr in dieser Disziplin Junioren-Europameisterin auf der Radrennbahn von Fiorenzuola d’Arda. 2009 wurde Giorgia Bronzini bei den Bahn-Weltmeisterschaften in Pruszków Weltmeisterin im Punktefahren. Die Weltcups 2008/09 und 2009/10 beendete sie als Erste in der Gesamtwertung im Punktefahren und 2009/2010 zudem als Zweite im Scratch. Bei den UCI-Bahn-Weltmeisterschaften 2011 in Apeldoorn errang sie Bronze im Punktefahren.
Nach Erfolgen auf der Bahn fuhr Giorgia Bronzini zunehmend auch Straßenrennen (Giro d’Italia Femminile, Giro del Trentino Alto Adige, Holland Ladies Tour, Giro della Toscana, Tour of New Zealand u. a.), bei denen sie zahlreiche Etappen gewann. Im Oktober 2010 wurde sie in Geelong Weltmeisterin im Straßenrennen; im Jahr darauf wiederholte sie bei den Straßen-WM in Kopenhagen diesen Erfolg.
2012 startete Bronzini bei den Olympischen Spielen in London und belegte im Straßenrennen Platz fünf. 2015 entschied sie die Tour of Chongming Island für sich. Bei den Olympischen Spielen 2016 in Rio de Janeiro belegte sie im Straßenrennen Rang 42.
Bronzini beendete ihre aktive sportliche Laufbahn nach Ablauf der Saison 2018 und wurde anschließend neben Ina-Yoko Teutenberg Sportliche Leiterin des neugegründeten UCI Women’s Teams Trek-Segafredo. Am 16. September 2018 bestritt Giorgia Bronzini mit der Abschlussetappe der Madrid Challenge by la Vuelta das letzte Rennen ihrer Laufbahn und gewann.
Nach Ablauf der Saison 2022 wechselte Bronzini von Trek-Segafredo in die Leitung des Teams Liv Racing Teqfind.

## Erfolge

### Straße
2004
- eine Etappe Ronde van Drenthe
- drei Etappen Tour Dookola Polski
- eine Etappe Holland Ladies Tour

2005
- zwei Etappen Giro del Trentino Alto Adige
- drei Etappen Giro d’Italia Femminile
- Rund um die Nürnberger Altstadt
- zwei Etappen Giro della Toscana

2006
- eine Etappe Trophée d’Or Féminin
- eine Etappe Giro della Toscana

2007
- Weltmeisterschaft – Straßenrennen
- Ronde van Drenthe
- Gran Premio della Liberazione
- zwei Etappen Tour de Prince Edward Island
- eine Etappe Giro d’Italia Femminile
- zwei Etappen Trophée d’Or Féminin
- eine Etappe Giro della Toscana

2008
- eine Etappe Route de France Féminine
- vier Etappen Trophée d’Or Féminin

2009
- zwei Etappen Holland Ladies Tour
- Gran Premio della Liberazione
- drei Etappen Tour de Prince Edward Island
- GP Cento Carnevale d’Europa
- eine Etappe Giro della Toscana

2010
- Weltmeisterin – Straßenrennen
- eine Etappe Katar-Rundfahrt
- GP Cento Carnevale d’Europa
- zwei Etappen Giro della Toscana

2011
- Weltmeisterin – Straßenrennen
- Gran Premio della Liberazione
- Grand Prix cycliste de Gatineau
- Liberty Classic

2012
- drei Etappen Trophée d’Or Féminin
- zwei Etappen Giro della Toscana

2013
- Classica de Padova
- eine Etappe GP Elsy Jacobs
- eine Etappe Tour of Chongming Island
- Gesamtwertung und eine Etappe Tour of Zhoushan Island
- eine Etappe Giro d’Italia Femminile
- sechs Etappen Route de France Féminine
- zwei Etappen Tour Cycliste Féminin International de l’Ardèche
- eine Etappe Giro della Toscana

2014
- Grand Prix de Dottignies
- eine Etappe Tour of Chongming Island
- eine Etappe Tour of Zhoushan Island
- eine Etappe Giro d’Italia Femminile
- drei Etappen Tour Cycliste Féminin International de l’Ardèche
- eine Etappe Route de France Féminine

2015
- Drentse 8
- Gesamtwertung Tour of Chongming Island
- zwei Etappen Route de France Féminine

2016
- Grand Prix de Dottignies
- eine Etappe Emakumeen Bira
- zwei Etappen Giro d’Italia Femminile

2017
- eine Etappe Kalifornien-Rundfahrt

2018
- eine Etappe und Punktewertung Tour of Chongming Island
- eine Etappe La Madrid Challenge by La Vuelta

### Bahn
- Junioren-Weltmeisterin – Punktefahren
- Junioren-Europameisterin – Punktefahren

2002
- Europameisterschaft (U23) – Punktefahren

2003
- Europameisterin (U23) – Punktefahren
- Europameisterschaft (U23) – Scratch

2005
- Europameisterschaft (U23) – Punktefahren

2006
- Bahnrad-Weltcup in Los Angeles – Punktefahren

2007
- Bahnrad-Weltcup in Moskau – Punktefahren
- Bahnrad-Weltcup in Sydney – Punktefahren

2008
- Bahnrad-Weltcup in Cali – Punktefahren

2009
- Weltmeisterin – Punktefahren

2010
- Bahnrad-Weltcup in Cali – Punktefahren

2013
- Italienische Meisterin – Keirin